# Жибек-Жоли (Акмолинська область)
Жибе́к-жоли́ (каз. Жібек жолы) — село у складі Аршалинського району Акмолинської області Казахстану. Адміністративний центр Жибек-жолинського сільського округу.
Населення — 3945 осіб (2021; 3873 у 2009, 2487 у 1999, 2528 у 1989).
Національний склад станом на 1989 рік:
- росіяни — 43 %
- німці — 25 %.

До 2007 року село називалося Александровка.